# 伊集院光の百年ラヂオ
伊集院光の百年ラヂオ（いじゅういんひかるの ひゃくねんラヂオ）は、NHK-FM放送で2023年4月9日から毎週日曜11時から11時50分に放送されているラジオ番組。
2023年2月26日までNHKラジオ第1で毎月最終週に放送されていた『発掘!ラジオアーカイブス』の実質的な後継番組であるとともに、日本放送協会（NHK）放送開始100周年記念事業の番組でもある。

## 概要
NHKでは、2023年度の番組改定で、「映像・音声資産の再構築と価値還元」を掲げており、その一環として、この番組を新設するもの。
NHKは1925年に東京中央放送局・芝浦仮放送所から放送を開始、2025年に100周年を迎える。この番組は、ラジオの1世紀を振り返り、NHKアーカイブスに保管されている様々なラジオ放送の音源を掘り起こし、ラジオへの造詣が深い放送タレントの伊集院光とアナウンサー・礒野佑子がそれについて解説する。
放送100年となった2025年4月からは出演アナウンサーが大谷舞風に交代。また、ラジオ第1でも土曜10時台に放送初回からのセレクション再放送を開始している。なお、再放送の際には、本放送から伊集院とアナウンサーのトークパートを一部編集した上で、伊集院が新たに収録した部分を追加している。

## 出演者
- 伊集院光[9]
- 礒野佑子（2023年度・2024年度）
- 大谷舞風（2025年度）

## 放送リスト
- 放送日はすべて暦日表記。NHK-FMでの本放送を基本に記載しているが、2024年度までは平均して月末を中心に過去回のアンコールも放送されており（ラジオ第1を含めた特別編成での放送もあり）、それについては特記事項として記す。2025年4月からのラジオ第1土曜10時台での再放送については割愛。

| 放送日   | タイトル                                                | 初回放送日                    | 番組内進行                           | 番組内出演者等                                                             | 備考 |
| -------- | ------------------------------------------------------- | ----------------------------- | ------------------------------------ | -------------------------------------------------------------------------- | --- |
| 4月9日   | 英語講座                                                | 1925年                        | 岡倉由三郎                           |                                                                            | この回では「百年分の音源をつまみ聴き」と題して、様々な番組をダイジェストで放送 。 5月3日13時台にラジオ第1にて再放送。 |
| 4月9日   | 明るい茶の間                                            | 1957年10月4日                 |                                      |                                                                            | この回では「百年分の音源をつまみ聴き」と題して、様々な番組をダイジェストで放送 。 5月3日13時台にラジオ第1にて再放送。 |
| 4月9日   | ラジオ体操                                              | 不明（戦前に放送）            | 江木理一                             |                                                                            | この回では「百年分の音源をつまみ聴き」と題して、様々な番組をダイジェストで放送 。 5月3日13時台にラジオ第1にて再放送。 |
| 4月9日   | 朝の訪問                                                | 1961年11月3日                 |                                      | 川端康成                                                                   | この回では「百年分の音源をつまみ聴き」と題して、様々な番組をダイジェストで放送 。 5月3日13時台にラジオ第1にて再放送。 |
| 4月9日   | とんち教室                                              | 1961年3月25日                 | 青木一雄                             | 石黒敬七 清川虹子 小川哲男 リー・スミス 長崎抜天 相川昌子 六代目春風亭柳橋 | この回では「百年分の音源をつまみ聴き」と題して、様々な番組をダイジェストで放送 。 5月3日13時台にラジオ第1にて再放送。 |
| 4月16日  | とんち教室                                              | 1962年11月3日                 | 青木一雄                             | 石黒敬七 小川哲男 清川虹子 丘灯至夫 長崎抜天 六代目春風亭柳橋              | 文化の日の特番として、「大人の社会科見学」と題し、様々な場所でロケを行った回を放送。 5月4日13時台にラジオ第1にて、7月30日に本枠で再放送。 |
| 4月23日  | 文化の日特集・日本の科学を訪ねて                        | 1953年11月3日                 |                                      | 牧野富太郎                                                                 | 連続テレビ小説『らんまん』にちなみ、モデルとなった牧野富太郎へのインタビュー音源を紹介。 5月5日13時台にラジオ第1にて、8月27日に本枠にて、2024年9月23日17時台にラジオ第1にて再放送。                                                                                      |
| 4月23日  | 朝の訪問                                                | 1951年                        |                                      | 牧野富太郎                                                                 | 連続テレビ小説『らんまん』にちなみ、モデルとなった牧野富太郎へのインタビュー音源を紹介。 5月5日13時台にラジオ第1にて、8月27日に本枠にて、2024年9月23日17時台にラジオ第1にて再放送。                                                                                      |
| 4月23日  | 私の健康法                                              | 1952年1月1日                  |                                      | 牧野富太郎                                                                 | 連続テレビ小説『らんまん』にちなみ、モデルとなった牧野富太郎へのインタビュー音源を紹介。 5月5日13時台にラジオ第1にて、8月27日に本枠にて、2024年9月23日17時台にラジオ第1にて再放送。                                                                                      |
| 4月30日  | 放送演芸会                                              | 1954年10月6日                 |                                      | 西川たつ「浮世節」                                                         | 「演芸あれこれ」と題して演芸番組の音源を紹介。 西川たつ・三代目三遊亭金馬の音源は小山觀翁の提供による。 5月28日に本枠で再放送。 |
| 4月30日  |                                                         | 1959年                        |                                      | ミヤコ蝶々・南都雄二「運と災難」                                           | 「演芸あれこれ」と題して演芸番組の音源を紹介。 西川たつ・三代目三遊亭金馬の音源は小山觀翁の提供による。 5月28日に本枠で再放送。 |
| 4月30日  | 放送演芸会                                              | 1954年10月                    |                                      | 三代目三遊亭金馬「くしゃみ講釈」                                           | 「演芸あれこれ」と題して演芸番組の音源を紹介。 西川たつ・三代目三遊亭金馬の音源は小山觀翁の提供による。 5月28日に本枠で再放送。 |
| 5月7日   | 第16回全国中等学校優勝野球大会 決勝戦・広島商対諏訪蚕糸 | 1930年                        |                                      |                                                                            | 「野球いろいろ・戦前編」と題して野球中継の歴史を振り返る。 |
| 5月7日   | 東京六大学野球・早慶戦                                  | 1929年                        | 松内則三                             |                                                                            | 「野球いろいろ・戦前編」と題して野球中継の歴史を振り返る。 |
| 5月7日   | 漫才「早慶戦」                                          | 1934年                        |                                      | 横山エンタツ・花菱アチャコ                                                 | 「野球いろいろ・戦前編」と題して野球中継の歴史を振り返る。 |
| 5月14日  | 早起き鳥                                                | 1964年8月                     |                                      |                                                                            | 7月2日に本枠で再放送。 |
| 5月21日  | 朝礼訓話                                                | 1935年5月6日                  |                                      | 高橋是清                                                                   | 『マイクの旅』を中心に学校放送を特集。 2023年9月24日に本枠で再放送。 |
| 5月21日  | マイクの旅                                              | 1952年1月21日                 | 太宰久雄                             |                                                                            | 『マイクの旅』を中心に学校放送を特集。 2023年9月24日に本枠で再放送。 |
| 5月21日  | マイクの旅                                              | 1955年4月11日                 | 太宰久雄                             |                                                                            | 『マイクの旅』を中心に学校放送を特集。 2023年9月24日に本枠で再放送。 |
| 6月4日   | 今日は皆さん                                            | 1955年5月                     | 宮田輝                               |                                                                            | 10月29日に本枠で再放送。 |
| 6月4日   | 今日は皆さん                                            | 1955年10月2日                 | 宮田輝                               |                                                                            | 10月29日に本枠で再放送。 |
| 6月11日  | 日曜娯楽版                                              | 1951年6月3日                  | 三木鶏郎                             | トリローグループ                                                           | 「冗談音楽」を特集。 2023年11月26日に本枠で再放送。 |
| 6月11日  | 日曜娯楽版                                              | 1951年11月18日                | 三木鶏郎                             | トリローグループ                                                           | 「冗談音楽」を特集。 2023年11月26日に本枠で再放送。 |
| 6月11日  | 日曜娯楽版                                              | 1951年7月1日                  | 三木鶏郎                             | トリローグループ                                                           | 「冗談音楽」を特集。 2023年11月26日に本枠で再放送。 |
| 6月18日  | 国民歌謡                                                | 1936年 - 1941年               |                                      |                                                                            | この回では『国民歌謡』から誕生した楽曲をレコード音源で紹介。 2023年12月24日に本枠で再放送。 |
| 6月25日  | のど自慢素人演芸会                                      | 1956年9月23日                 | 宮田輝                               |                                                                            | テスト風景（現在の予選会に当たる）の模様を放送。 2024年1月28日に本枠で再放送。 |
| 7月9日   | 朝の訪問                                                | 1949年6月                     |                                      | 坂口安吾                                                                   | 坂口安吾の43歳当時のインタビュー音源とNHKアーカイブスにある随筆の朗読音源を放送。 2024年1月2日15時台にラジオ第1で、2月25日に本枠で再放送。 |
| 7月9日   | 朗読『明日は天気になれ』から「桜の花ざかり」            | 2007年2月9日                  |                                      | 坂口芳貞                                                                   | 坂口安吾の43歳当時のインタビュー音源とNHKアーカイブスにある随筆の朗読音源を放送。 2024年1月2日15時台にラジオ第1で、2月25日に本枠で再放送。 |
| 7月16日  | 音楽夢くらべ                                            | 1958年5月18日                 | 八木治郎                             | 飯沢匡 諸井三郎 藤原あき 高木東六 服部正                                   | 2024年1月2日16時台にラジオ第1で、同年3月30日に本枠で再放送。 |
| 7月23日  | 話の泉                                                  | 1947年6月                     | 和田信賢                             | 堀内敬三 渡辺紳一郎 山本嘉次郎 サトウハチロー 春山行夫 徳川夢声            | 2024年4月28日に本枠で再放送。 |
| 7月23日  | 話の泉                                                  | 1946年12月3日                 | 徳川夢声                             | サトウハチロー 中野五郎 中野好夫 堀内敬三                                  | 2024年4月28日に本枠で再放送。 |
| 8月6日   | ここはどこでしょう                                      | 1958年3月21日                 | 佐々木敏全                           |                                                                            | 2024年4月29日15時台にラジオ第1で再放送。 |
| 8月13日  | なかよしホール                                          | 1965年3月9日                  |                                      | 露口茂 [ 注 7 ] 黒柳徹子 [ 注 8 ] ほか                                     | 番組の中から「子どもニュース」、放送劇（ラジオドラマ）「百万の太陽」第230回と「一丁目一番地」第2007回、音楽コーナー「ぼくらのうた」、踏切の注意喚起を放送。 2024年9月29日に本枠で再放送。                                                                                |
| 8月20日  | 自然とともに                                            | 1959年2月8日                  |                                      |                                                                            | アーカイブスに残る音源から、冬のオホーツク海での流氷の音などを取り上げた回の全編放送をメインに、1958年5月4日放送の阿蘇山の爆発音や1957年10月に噴火した三原山の鳴動音・火口の音、1961年頃放送の初夏の鳳来寺山のアオバトなど鳥の鳴き声を紹介。 2024年6月30日に本作で再放送 |
| 9月3日   | 演芸特集第3夜                                           | 1959年5月20日                 |                                      | 二代目広沢虎造『清水次郎長伝』より「石松と七五郎」                         | 「演芸あれこれ」の第2弾。 2024年5月26日に本枠で再放送。 |
| 9月3日   |                                                         | 1976年                        |                                      | 春日三球・照代「乗り物アラカルト」                                         | 「演芸あれこれ」の第2弾。 2024年5月26日に本枠で再放送。 |
| 9月10日  | 森繁久彌 ラジオと私                                     | 2005年                        |                                      | 森繁久彌                                                                   | 晩年のインタビュー音源やラジオ番組出演時のアーカイブ音源から森繁の半生を振り返る。 2024年8月25日に本枠で再放送。 |
| 9月10日  | ラジオ喫煙室                                            | 1952年5月10日                 | 森繁久彌                             |                                                                            | 晩年のインタビュー音源やラジオ番組出演時のアーカイブ音源から森繁の半生を振り返る。 2024年8月25日に本枠で再放送。 |
| 9月10日  | 演芸特集第3夜                                           | 1959年5月20日                 |                                      | 森繁久彌「歌と漫談」                                                       | 晩年のインタビュー音源やラジオ番組出演時のアーカイブ音源から森繁の半生を振り返る。 2024年8月25日に本枠で再放送。 |
| 9月17日  | 三つの歌                                                | 1952年1月7日                  | 宮田輝                               | 天池真佐雄                                                                 | レギュラー放送第1回と第500回記念回を放送。 2024年10月27日に本枠で再放送 |
| 9月17日  | 三つの歌                                                | 1961年6月12日                 | 宮田輝                               | 天池真佐雄                                                                 | レギュラー放送第1回と第500回記念回を放送。 2024年10月27日に本枠で再放送 |
| 10月1日  | 二十歳                                                  | 1966年1月15日                 | 吉永小百合                           |                                                                            | 成人の日の特集番組として寺山修司作、吉永小百合出演で制作された番組の音源を聞くとともに、2人の足跡も振り返る。 2024年7月28日に本枠にて再放送。 |
| 10月7日  | 香川凱旋公演直前インタビュー                            | 1949年4月11日                 |                                      | 笠置シヅ子                                                                 | 連続テレビ小説『ブギウギ』にちなみ、モデルとなった笠置シヅ子の生前の肉声や楽曲の音源を紹介しながらその半生を辿る。 2024年11月24日に本枠で再放送 |
| 10月7日  | 第7回NHK紅白歌合戦                                      | 1956年12月31日                | 宮田輝 高橋圭三 石井鐘三郎           | 灰田勝彦「白銀の山小舎で」 笠置シヅ子「ヘイ・ヘイ・ブギ」                  | 連続テレビ小説『ブギウギ』にちなみ、モデルとなった笠置シヅ子の生前の肉声や楽曲の音源を紹介しながらその半生を辿る。 2024年11月24日に本枠で再放送 |
| 10月7日  | 朝の訪問                                                | 1957年                        | 笠置シヅ子                           | 獅子文六                                                                   | 連続テレビ小説『ブギウギ』にちなみ、モデルとなった笠置シヅ子の生前の肉声や楽曲の音源を紹介しながらその半生を辿る。 2024年11月24日に本枠で再放送 |
| 10月14日 | 婦人の時間                                              | 1947年1月7日                  |                                      | 出演者不詳                                                                 | 2024年12月22日に本枠にて再放送。 |
| 10月14日 | 婦人の時間                                              | 1953年6月2日                  | 村岡花子                             | 秩父宮妃勢津子「エリザベス女王戴冠式の日に」                               | 2024年12月22日に本枠にて再放送。 |
| 10月14日 | 婦人の時間                                              | 1954年2月8日                  |                                      | 川端康成「面影を偲ぶ〜岡本かの子」                                         | 2024年12月22日に本枠にて再放送。 |
| 10月14日 | 婦人の時間                                              | 1953年5月13日                 | 三木鶏郎「ものにはすべてコツがある」 |                                                                            | 2024年12月22日に本枠にて再放送。 |
| 10月22日 | 産業の夕                                                | 1948年12月16日                | 宮田輝                               |                                                                            | 2025年1月26日に本枠にて再放送 |
| 11月5日  | 炭坑へ送る夕                                            | 1947年8月14日                 | 宮田輝                               | 沼崎勲 中北千枝子 岡本敦郎 ほか [ 注 10 ]                                  | 2025年2月23日に本枠にて再放送。 |
| 11月12日 | 二十の扉                                                | 1953年8月29日                 | 長島金吾                             | 並木芳雄 山口喜久一郎 佐藤観次郎 戸叶里子 石田博英 新谷寅三郎              | 当時の国会議員が出演した特別回「政界二十の扉」を放送。 2025年3月30日に再放送。 |
| 11月19日 | 早起き鳥                                                | 1966年9月15日                 | 宮田輝                               |                                                                            | 敬老の日制定当日を記念して放送された特別企画「村の老人たち」を紹介。 |
| 12月3日  | 若い女性                                                | 1951年6月24日                 |                                      | 林芙美子                                                                   | 林芙美子が急逝する4日前に出演した回の肉声音源を紹介。 |
| 12月10日 | ゆく年くる年                                            | 1968年12月31日 - 1969年1月1日 |                                      |                                                                            | リレー中継の中から東京・丸の内の国際電信電話国際交換室、大阪・千里丘陵の大阪万博会場予定地の警備現場、この年の最終列車が到着した網走駅、青森県弘前市の長勝寺の年越しの除夜の鐘、新年を迎えた愛知・師勝町役場での集団就職者のふるさとへ電話を繋ぐイベント、の5つを紹介。  |
| 12月17日 | 時の動き                                                | 1964年5月21日                 |                                      | 手塚治虫、他                                                               | [ 64 ] |
| 12月31日 | あしたは元日 天使が二人まいおりた                       | 1965年12月31日                | 古今亭志ん朝 中山千夏                | 田中澄江、浪花千栄子                                                       | [ 65 ] |

| 放送日   | タイトル                                                                       | 初回放送日                                                   | 番組内進行                                                   | 番組内出演者等 | 備考 |
| -------- | ------------------------------------------------------------------------------ | ------------------------------------------------------------ | ------------------------------------------------------------ | --- | --- |
| 1月7日   | 第5回NHK紅白歌合戦                                                             | 1954年12月31日                                               | 福士夏江 高橋圭三 石井鐘三郎                                 | 宮城まり子「毒消しゃいらんかね」 岡本敦郎「高原列車は行く」 江利チエミ「ウスクダラ」 浜口庫之助「セントルイス・ブルース・マンボ」 川田孝子「山の乙女」 河野ヨシユキ「キツツキの赤いトランク」 春日由三（審査委員長） | 現存する最古の紅白歌合戦の音源の中から、冒頭部、宣誓、一部楽曲とその前口上、最後の審査結果と「蛍の光」の合唱を放送。 |
| 1月14日  | 三つの歌                                                                       | 1953年11月3日                                                | 宮田輝                                                       | 川上哲治 | 川上哲治の足跡を辿りつつ、NHKに残る川上の肉声音源を紹介。 |
| 1月14日  | 朝の訪問                                                                       | 1958年12月29日                                               | 望月優子                                                     | 川上哲治 | 川上哲治の足跡を辿りつつ、NHKに残る川上の肉声音源を紹介。 |
| 1月21日  | 家庭グラフ                                                                     | 1952年1月6日                                                 | 田辺正晴                                                     | 藤原義江 [ 注 11 ] 澄川久 [ 注 12 ] 他 | 第1回放送から、リスナー投稿を元にした放送劇、「希望音楽」（リクエストコーナー）、リスナーによる川柳を元にした「ラジオ音劇」を紹介 |
| 2月4日   | 自由の鐘「家庭の自由」                                                         | 1947年3月25日                                                |                                                              | | [ 69 ] |
| 2月11日  | 思い出の名人集                                                                 | 1975年9月22日                                                | 永六輔 中村是好                                              | | 榎本健一の没後5年経った時に放送された、永と中村が榎本について語った回を放送。 |
| 2月18日  | 東天紅鶏の鳴き声                                                               | 1957年1月1日                                                 |                                                              | | 「生態放送の歴史」と題し、ラジオで放送された動物の鳴き声を特集、元日に放送された「鶏鳴」やブッポウソウ（後にコノハズクと判明）の鳴き声を特集した番組を紹介。 |
| 2月18日  | ブッポウソウの鳴き声 （愛知県鳳来寺山より中継）                                | 1935年6月7日                                                 |                                                              | | 「生態放送の歴史」と題し、ラジオで放送された動物の鳴き声を特集、元日に放送された「鶏鳴」やブッポウソウ（後にコノハズクと判明）の鳴き声を特集した番組を紹介。 |
| 2月18日  | 自然とともに                                                                   | 1961年5月7日                                                 |                                                              | | 「生態放送の歴史」と題し、ラジオで放送された動物の鳴き声を特集、元日に放送された「鶏鳴」やブッポウソウ（後にコノハズクと判明）の鳴き声を特集した番組を紹介。 |
| 2月18日  | みんなのうた                                                                   | 2007年6月 - 7月期                                            |                                                              | NHK東京児童合唱団「鳳来寺山のブッポウソウ」 | 「生態放送の歴史」と題し、ラジオで放送された動物の鳴き声を特集、元日に放送された「鶏鳴」やブッポウソウ（後にコノハズクと判明）の鳴き声を特集した番組を紹介。 |
| 3月3日   | とんち教室                                                                     | 1955年3月26日                                                | 青木一雄                                                     | 石黒敬七 玉川一郎 初代西崎緑 三代目桂三木助 長崎抜天 六代目春風亭柳橋 野村胡堂 徳川夢声 | 年度末恒例の「落第式」の回を放送。 |
| 3月10日  | 立体音楽堂・立体ミュージカルショー 「東京メリーゴーラゥンド 一人の女スリの話」 | 1955年4月3日                                                 |                                                              | 楠トシエ、永井智雄他 | 当時はラジオ第1・第2同時放送だったものをFMステレオで放送。 |
| 3月17日  | 東京放送局時報                                                                 | 1925年-1932年                                                |                                                              | | 「時計がわりのラジオ」と題し、前半では資料をもとに時報の歴史を紐解き、後半では『ひるのいこい』の前身の一つである『職場のいこい』の音源を紹介。 |
| 3月17日  | NHK東京FM現行時報                                                              |                                                              |                                                              | | 「時計がわりのラジオ」と題し、前半では資料をもとに時報の歴史を紐解き、後半では『ひるのいこい』の前身の一つである『職場のいこい』の音源を紹介。 |
| 3月17日  | 職場のいこい                                                                   | 1951年11月21日                                               |                                                              | | 「時計がわりのラジオ」と題し、前半では資料をもとに時報の歴史を紐解き、後半では『ひるのいこい』の前身の一つである『職場のいこい』の音源を紹介。 |
| 3月24日  | 伊集院光の百年まであと一年ラヂオ ラジオ99年をみんなで祝おう!                   | 伊集院光の百年まであと一年ラヂオ ラジオ99年をみんなで祝おう! | 伊集院光の百年まであと一年ラヂオ ラジオ99年をみんなで祝おう! | 伊集院光の百年まであと一年ラヂオ ラジオ99年をみんなで祝おう! | 3月22日の放送記念日関連、かつラジオ放送開始100周年まで1年を切った記念特別番組として、10:05開始の1時間45分の拡大版で放送。 音源・情報提供したリスナーと直接電話で話したほか、ラジオ音源を高齢者の所に持って聞かせて思い出を語ってもらう企画「出張!百年ラヂオ」も実施。 |
| 3月24日  | 歌は結ぶ                                                                       | 1965年3月22日                                                | サトウハチロー                                               | | 3月22日の放送記念日関連、かつラジオ放送開始100周年まで1年を切った記念特別番組として、10:05開始の1時間45分の拡大版で放送。 音源・情報提供したリスナーと直接電話で話したほか、ラジオ音源を高齢者の所に持って聞かせて思い出を語ってもらう企画「出張!百年ラヂオ」も実施。 |
| 3月24日  | 歌は結ぶ                                                                       | 1965年3月15日                                                | サトウハチロー                                               | | 3月22日の放送記念日関連、かつラジオ放送開始100周年まで1年を切った記念特別番組として、10:05開始の1時間45分の拡大版で放送。 音源・情報提供したリスナーと直接電話で話したほか、ラジオ音源を高齢者の所に持って聞かせて思い出を語ってもらう企画「出張!百年ラヂオ」も実施。 |
| 3月24日  | 早起き鳥 （連続ドラマ「大地に生きる 一杯の新茶から」第38話）                   | 1976年6月15日                                                |                                                              | | 3月22日の放送記念日関連、かつラジオ放送開始100周年まで1年を切った記念特別番組として、10:05開始の1時間45分の拡大版で放送。 音源・情報提供したリスナーと直接電話で話したほか、ラジオ音源を高齢者の所に持って聞かせて思い出を語ってもらう企画「出張!百年ラヂオ」も実施。 |
| 3月24日  | 今日は皆さん                                                                   | 1955年8月7日                                                 | 宮田輝                                                       | | 3月22日の放送記念日関連、かつラジオ放送開始100周年まで1年を切った記念特別番組として、10:05開始の1時間45分の拡大版で放送。 音源・情報提供したリスナーと直接電話で話したほか、ラジオ音源を高齢者の所に持って聞かせて思い出を語ってもらう企画「出張!百年ラヂオ」も実施。 |
| 4月7日   | 高等学校の時間・国語教育                                                       | 1964年5月29日                                                |                                                              | 三島由紀夫 | 「作家訪問」の中から、高校3年生男女2人が三島由紀夫の自宅を訪ね、直接インタビューした回を放送。 |
| 4月14日  | ラジオ小劇場 「ツキアイきれない」                                              | 1964年10月3日                                                |                                                              | | 『吉里吉里人』のパイロット版となる井上ひさし作のラジオドラマを紹介。 |
| 4月21日  | 黄金のいす                                                                     | 1953年8月7日                                                 |                                                              | 美空ひばり | [ 78 ] |
| 5月5日   | 若い女性                                                                       | 1951年10月28日                                               |                                                              | 山田耕筰 | [ 79 ] |
| 5月12日  | 素人ラジオ探偵局 「海とみかんのある風景」                                      | 1961年3月12日                                                | 長谷川肇                                                     | 久松保夫 西口紀代子 井上真樹夫 笠間雪雄 平沢公太郎 西国成男 他 | [ 80 ] |
| 5月19日  | 君の名は（第1回）                                                              | 1952年4月10日                                                |                                                              | 北沢彪 阿里道子 他 | [ 81 ] |
| 6月2日   | あの時わたしは 「女性弁護士誕生の頃」                                          | 1981年5月12日                                                |                                                              | 三淵嘉子 | 連続テレビ小説『虎に翼』にちなみ、モデルとなった三淵嘉子へのインタビュー音源を紹介。 9月23日16時台にラジオ第1で再放送 |
| 6月9日   | ここはどこでしょう                                                             | 1962年1月26日                                                | 須田忠児                                                     | 川久保潔 小西得郎 他 | [ 85 ] |
| 6月16日  | 子供の時間 （『ジロリンタン物語』第12話「ジロリンタンとキジ猫」）              | 1952年1月20日                                                |                                                              | サトウハチロー 中村メイコ 他 | [ 86 ] |
| 6月23日  | 女性教室 「暮しを豊かにするいけばな」                                          | 1955年1月                                                    | 勅使河原蒼風                                                 | | [ 87 ] |
| 7月7日   | ラジオ漫画「舌切雀」                                                           | 1953年5月4日                                                 |                                                              | 徳川夢声 七尾伶子 | [ 88 ] |
| 7月14日  | 語学放送の思い出話                                                             | 1955年3月21日                                                | 高橋邦太郎                                                   | 堀英四郎 丸山順太郎 関口存男 | ラジオ放送30年記念で放送された、語学番組を振り返る特集番組を紹介するとともに、語学番組の歴史も紐解く。 |
| 7月21日  | ラジオ民衆学校 「科学の世界 条件反射」                                         | 1952年6月14日                                                |                                                              | 久松保夫 堀越節子 文野朋子 木崎豊 林髞 [ 注 15 ] 西田昭市 | [ 90 ] [ 91 ] |
| 8月4日   | スポーツ教室「金栗四三」                                                       | 1955年12月7日                                                | 島浦精二                                                     | 金栗四三 | パリオリンピック開催にちなみ、大河ドラマ『いだてん〜東京オリムピック噺〜』の主人公としても知られる金栗四三の肉声音源を紹介。 |
| 8月11日  | 若いこだま 「一樹のかげに生きる」                                              | 1966年8月14日                                                |                                                              | | 終戦記念日に合わせて放送されたラジオドラマの音源を紹介。 |
| 8月18日  | 新しい農村                                                                     | 1948年12月13日                                               | 銀次郎                                                       | 大森松代 | 番組MCを務める銀次郎が、当時の農林省で初の女性課長となった生活改善課長の大森をゲストに招いて対談した回を紹介。 |
| 9月1日   | 荷風よもやま話                                                                 | 1953年1月6日                                                 | 嶋中鵬二                                                     | 永井荷風 | 当時73歳の荷風へのインタビューや荷風自らによる『断腸亭日乗』の朗読といった音源素材を紹介。 |
| 9月8日   | 科学千一夜 「くしゃみさまざま」                                                | 1960年代後半〜1970年代半ば頃                                 |                                                              | | [ 96 ] |
| 9月15日  | 家庭の話題                                                                     | 1948年9月20日                                                | 宇多五郎                                                     | | [ 97 ] |
| 9月22日  | ラジオ百科辞典                                                                 | 1956年11月24日 （うの部）                                    | 水の江瀧子                                                   | 石黒敬七 | [ 98 ] |
| 9月22日  | ラジオ百科辞典                                                                 | 1956年12月1日 （えの部）                                     | フランキー堺                                                 | 江木理一 丹生健生 横山運平 | [ 98 ] |
| 10月6日  | 今日は皆さん                                                                   | 1955年9月11日                                                | 宮田輝                                                       | ヴィクトル・スタルヒン夫妻 | 通算300勝を達成した直後、スタルヒンの自宅を訪ねインタビューした回を紹介。あわせて終盤では1984年以降に収録・放送された川上哲治によるスタルヒン評のインタビュー音源も放送。                                                                                             |
| 10月13日 | 皆さんとともに 「僕たちは子供である」                                          | 1962年12月11日 （第4回「戦争」）                             |                                                              | | 高松放送局でローカル放送された番組内の子供による討論コーナーの、残された音源2本（戦争を取り上げた回と将来の夢をテーマにした回）を紹介。 |
| 10月13日 | 皆さんとともに 「僕たちは子供である」                                          | 1963年3月19日 （「子供の夢」）                               |                                                              | | 高松放送局でローカル放送された番組内の子供による討論コーナーの、残された音源2本（戦争を取り上げた回と将来の夢をテーマにした回）を紹介。 |
| 10月20日 | レベルオフ〜ある航空管制官の記録                                               | 1966年10月29日                                               | 露口茂                                                       | | 航空事故が多発したこの年、東京国際空港の国際線航空管制官を取材し、この年の芸術祭奨励賞を受賞したドキュメンタリー番組の音源を放送。 |
| 11月3日  | 社会の窓 「冬を迎えた引揚者」                                                  | 1948年12月8日                                                |                                                              | | 終戦から3年経った引揚者や未帰還者の家族への取材音源を放送。 |
| 11月10日 | 街頭録音 「私たちはこんな希望を持っている」                                    | 1949年12月20日                                               |                                                              | | 原爆投下から4年経った長崎市立山里小学校で収録した回の、編集前の音源素材を紹介。 |
| 11月17日 | 架空実況放送 「松の廊下」                                                      | 1963年3月21日                                                | 梶原四郎 羽佐間正雄 河原武雄                                 | 平幹二朗 浜田寅彦 小沢栄太郎 岡田茉莉子 他 | 『忠臣蔵』の発端となった「松之廊下刃傷事件」の模様を実況するという内容の歴史劇を放送。実況アナウンサーの一人だった梶原からの音源提供。 |
| 12月1日  | ここに生きる 「ひめゆり丸事務長」                                              | 1969年2月10日                                                |                                                              | | 東京 - 那覇間を結んだ客船「ひめゆり丸」の事務長に密着し、返還前の沖縄の人間模様を含めたドキュメンタリー番組の音源を紹介。 |
| 12月8日  | みんなのくらし                                                                 | 1969年2月3日 （もしもし元気ですか）                          |                                                              | | 学校放送の社会科番組の中から、電話を取り上げた回と松屋町のおもちゃ問屋街を取り上げた回の2本を紹介。 |
| 12月8日  | みんなのくらし                                                                 | 1971年7月19日 （問屋の街）                                   |                                                              | | 学校放送の社会科番組の中から、電話を取り上げた回と松屋町のおもちゃ問屋街を取り上げた回の2本を紹介。 |
| 12月15日 | 新日本百景 「ふるさとのなまりなつかし 東京・上野駅」                           | 1978年12月29日                                               |                                                              | | 録音ドキュメンタリー番組の中から、年の瀬の上野駅の模様を取り上げた回を放送。 |

| 放送日  | タイトル                                                 | 初回放送日                                                   | 番組内進行             | 番組内出演者等                                                       | 備考 |
| ------- | -------------------------------------------------------- | ------------------------------------------------------------ | ---------------------- | -------------------------------------------------------------------- | --- |
| 1月5日  | わらべうたでつづるお正月                                 | 1962年1月2日                                                 |                        |                                                                      | [ 109 ] |
| 1月12日 | 新春子ども劇場 マンガ・ミュージカル 「ブンとフン」       | 1969年1月2日                                                 |                        | 藤村有弘 黒柳徹子 熊倉一雄 加藤武 天地総子 川久保潔 他               | [ 110 ] |
| 1月19日 | ラジオ小劇場「ゼロアワー」                               | 1965年2月6日                                                 |                        | 北村和夫 露口茂 加藤武 江守徹 他                                     | 小松左京書き下ろし脚本のSFラジオドラマの音源を紹介。 |
| 2月2日  | 春のラジオクラブ「子ども希望訪問」                       | 1963年3月19日                                                |                        | 中田喜直                                                             | 子供たちによる中田へのインタビュー音源とともに、中田作曲の楽曲音源を紹介しながらその足跡を辿る。 |
| 2月9日  | ニュース・クイズ つかまえろ                              | 1954年4月27日                                                | 大井安正               |                                                                      | 徳島放送局制作の直近1か月のニュースを元に出題するクイズ番組の音源を放送。 |
| 2月16日 | 婦人の時間「私のえらんだ女性」                           | 1962年12月11日                                               |                        | 森繁久彌                                                             | リスナーから提供された音源の中から、男性ゲストが女性について語るコーナー2本を紹介。 |
| 2月16日 | 婦人の時間「私のえらんだ女性」                           | 1962年7月18日                                                |                        | 大江健三郎                                                           | リスナーから提供された音源の中から、男性ゲストが女性について語るコーナー2本を紹介。 |
| 3月2日  | ノーベル賞受賞三博士大いに語る                           | 1974年11月                                                   | 西堀栄三郎             | 湯川秀樹 朝永振一郎 江崎玲於奈                                       | この月は「ラジオ百年特別企画」として放送。 この週は「ラジオと同い年!100歳の人生の先達の声」と題し、ラジオ放送と同じく100歳を迎えた著名人の中から江崎玲於奈、志村ふくみ、藤城清治のインタビュー音源を紹介。 |
| 3月2日  | 自作を語る                                               | 1991年1月                                                    | 和田篤                 | 志村ふくみ                                                           | この月は「ラジオ百年特別企画」として放送。 この週は「ラジオと同い年!100歳の人生の先達の声」と題し、ラジオ放送と同じく100歳を迎えた著名人の中から江崎玲於奈、志村ふくみ、藤城清治のインタビュー音源を紹介。 |
| 3月2日  | 土曜サロン                                               | 1995年1月                                                    | 広瀬久美子             | 藤城清治                                                             | この月は「ラジオ百年特別企画」として放送。 この週は「ラジオと同い年!100歳の人生の先達の声」と題し、ラジオ放送と同じく100歳を迎えた著名人の中から江崎玲於奈、志村ふくみ、藤城清治のインタビュー音源を紹介。 |
| 3月9日  | 発掘!ラジオアーカイブス                                  | 2019年6月29日                                                | 神門光太朗             | 安部直弘                                                             | この週は「ラジオと私」と題し、「出張!百年ラヂオ」の模様とそれに参加した92歳の女性による戦時中聞いたラジオの思い出話、若いリスナーからの本番組に対する想い、過去にラジオの音源を提供したリスナーの生前のインタビュー音源を放送。                                                                               |
| 3月16日 | 今日は皆さん                                             | 1955年10月2日                                                | 宮田輝                 |                                                                      | この週は「リスナーよもやま話」と題し、これまで本番組で放送した音源を聴いたリスナーに電話で直接話を聞いた。 |
| 3月16日 | 語学放送の思い出話                                       | 1955年3月21日                                                | 高橋邦太郎             | 堀英四郎 丸山順太郎 関口存男                                         | この週は「リスナーよもやま話」と題し、これまで本番組で放送した音源を聴いたリスナーに電話で直接話を聞いた。 |
| 3月16日 | 高等学校の時間・国語教育                                 | 1964年5月29日                                                |                        | 三島由紀夫                                                           | この週は「リスナーよもやま話」と題し、これまで本番組で放送した音源を聴いたリスナーに電話で直接話を聞いた。 |
| 3月16日 | わらべうたでつづるお正月                                 | 1962年1月2日                                                 |                        |                                                                      | この週は「リスナーよもやま話」と題し、これまで本番組で放送した音源を聴いたリスナーに電話で直接話を聞いた。 |
| 3月23日 | 立体音楽堂 「音楽物語 かもとりごんべえ」                 | 1955年3月12日                                                |                        | 黒柳徹子、他                                                         | この週は「ラジオの中の黒柳徹子」と題し、黒柳をゲストに迎え10時からの1時間50分の拡大版で放送。 黒柳が歩んできたラジオとの日々や森繁久彌・中村メイコとの思い出について、出演番組の音源を聴きながら伊集院が話を聞いた。 この回から放送の1週間後よりNHKオンデマンドでも配信。 5月2日7:25 - 9:15にNHK-FMにて再放送 |
| 3月23日 | ヤン坊ニン坊トン坊 「アフリカの巻完結大会」              | 1957年3月31日                                                |                        | 里見京子 横山道代 黒柳徹子 長岡輝子 他                               | この週は「ラジオの中の黒柳徹子」と題し、黒柳をゲストに迎え10時からの1時間50分の拡大版で放送。 黒柳が歩んできたラジオとの日々や森繁久彌・中村メイコとの思い出について、出演番組の音源を聴きながら伊集院が話を聞いた。 この回から放送の1週間後よりNHKオンデマンドでも配信。 5月2日7:25 - 9:15にNHK-FMにて再放送 |
| 3月23日 | 一丁目一番地                                             | 1964年12月30日                                               |                        | 名古屋章 岸旗江 黒柳徹子 鎌田弥恵 他                                 | この週は「ラジオの中の黒柳徹子」と題し、黒柳をゲストに迎え10時からの1時間50分の拡大版で放送。 黒柳が歩んできたラジオとの日々や森繁久彌・中村メイコとの思い出について、出演番組の音源を聴きながら伊集院が話を聞いた。 この回から放送の1週間後よりNHKオンデマンドでも配信。 5月2日7:25 - 9:15にNHK-FMにて再放送 |
| 3月23日 | 立体放送劇「グスコーブドリの伝記」                       | 1966年                                                       |                        | 桜井英一 黒柳徹子                                                    | この週は「ラジオの中の黒柳徹子」と題し、黒柳をゲストに迎え10時からの1時間50分の拡大版で放送。 黒柳が歩んできたラジオとの日々や森繁久彌・中村メイコとの思い出について、出演番組の音源を聴きながら伊集院が話を聞いた。 この回から放送の1週間後よりNHKオンデマンドでも配信。 5月2日7:25 - 9:15にNHK-FMにて再放送 |
| 3月23日 | 新春子ども劇場 マンガ・ミュージカル 「ブンとフン」       | 1969年1月2日                                                 |                        | 藤村有弘 黒柳徹子 熊倉一雄 加藤武 天地総子 川久保潔 他               | この週は「ラジオの中の黒柳徹子」と題し、黒柳をゲストに迎え10時からの1時間50分の拡大版で放送。 黒柳が歩んできたラジオとの日々や森繁久彌・中村メイコとの思い出について、出演番組の音源を聴きながら伊集院が話を聞いた。 この回から放送の1週間後よりNHKオンデマンドでも配信。 5月2日7:25 - 9:15にNHK-FMにて再放送 |
| 3月23日 | ラジオ喫煙室                                             | 1952年5月10日                                                | 森繁久彌               |                                                                      | この週は「ラジオの中の黒柳徹子」と題し、黒柳をゲストに迎え10時からの1時間50分の拡大版で放送。 黒柳が歩んできたラジオとの日々や森繁久彌・中村メイコとの思い出について、出演番組の音源を聴きながら伊集院が話を聞いた。 この回から放送の1週間後よりNHKオンデマンドでも配信。 5月2日7:25 - 9:15にNHK-FMにて再放送 |
| 3月23日 | 演芸特集第3夜                                            | 1959年5月20日                                                |                        | 森繁久彌「歌と漫談」                                                 | この週は「ラジオの中の黒柳徹子」と題し、黒柳をゲストに迎え10時からの1時間50分の拡大版で放送。 黒柳が歩んできたラジオとの日々や森繁久彌・中村メイコとの思い出について、出演番組の音源を聴きながら伊集院が話を聞いた。 この回から放送の1週間後よりNHKオンデマンドでも配信。 5月2日7:25 - 9:15にNHK-FMにて再放送 |
| 3月23日 | 幼児の時間「お姉さんといっしょ」                         | 1953年 - 1955年                                              | 中村メイコ             |                                                                      | この週は「ラジオの中の黒柳徹子」と題し、黒柳をゲストに迎え10時からの1時間50分の拡大版で放送。 黒柳が歩んできたラジオとの日々や森繁久彌・中村メイコとの思い出について、出演番組の音源を聴きながら伊集院が話を聞いた。 この回から放送の1週間後よりNHKオンデマンドでも配信。 5月2日7:25 - 9:15にNHK-FMにて再放送 |
| 3月23日 | ステレオコメディ「人工音声No.5」                         | 1969年3月                                                    |                        | 江守徹 黒柳徹子 他                                                   | この週は「ラジオの中の黒柳徹子」と題し、黒柳をゲストに迎え10時からの1時間50分の拡大版で放送。 黒柳が歩んできたラジオとの日々や森繁久彌・中村メイコとの思い出について、出演番組の音源を聴きながら伊集院が話を聞いた。 この回から放送の1週間後よりNHKオンデマンドでも配信。 5月2日7:25 - 9:15にNHK-FMにて再放送 |
| 4月6日  | ふたりの部屋『銀河鉄道999』                              | 1978年11月20日・21日 （「フィメールの思い出（前編/後編）」） | 松本零士               | 市村正親 倉野章子                                                    | 放送された中から最初の3回分を紹介。 |
| 4月6日  | ふたりの部屋『銀河鉄道999』                              | 1978年11月22日 （「エルアラメインの歌声」）                  | 松本零士               | 市村正親 倉野章子                                                    | 放送された中から最初の3回分を紹介。 |
| 4月13日 | おはようラジオセンター 「朝のティータイム」              | 1987年1月17日                                                | 籠野博嗣               | やなせたかし                                                         | 連続テレビ小説『あんぱん』にちなみ、モデルとなったやなせたかしへのインタビュー音源を紹介。 |
| 4月20日 | 通信高校講座 「ホームルーム・私の青年時代」              | 1967年4月9日                                                 |                        | サトウハチロー                                                       | [ 124 ] |
| 4月27日 | 二十の扉                                                 | 1952年6月7日                                                 | 藤倉修一               | 高見順 永井龍男 川端康成 里見弴 武者小路実篤                         | 人気作家が出演した特別回「文壇二十の扉」を放送。 |
| 5月11日 | 月面の宇宙飛行士                                         | 1969年7月21日                                                | 米山裕 小堀信夫 安藤梢 | 大林辰蔵 福井實信 黒川紀章 他                                        | アポロ11号の月面着陸を生中継で伝えた特別番組の中から、ニール・アームストロング船長が月面に降り立った瞬間と、日本や世界各地の反響などの音源を紹介。 |
| 5月18日 | にっぽんのメロディー                                     | 1982年11月30日                                               | 中西龍                 |                                                                      | 「中西節」と呼ばれた中西の語り口やその人となりを紹介 |
| 5月18日 | にっぽんのメロディー                                     | 1978年8月19日                                                | 中西龍                 |                                                                      | 「中西節」と呼ばれた中西の語り口やその人となりを紹介 |
| 5月25日 | ここに生きる「84歳のフロント係」                         | 1969年6月23日                                                |                        | 柘植米三郎                                                           | 上野の老舗西洋料理店で長らくフロント係を務め、当時84歳で現役で店に立っていた柘植へのインタビュー番組を紹介。 |
| 5月25日 | 御大典京都行幸実況                                       | 1928年11月                                                   |                        |                                                                      | 上野の老舗西洋料理店で長らくフロント係を務め、当時84歳で現役で店に立っていた柘植へのインタビュー番組を紹介。 |
| 6月1日  | SF日本散歩 「透明人間になった人々」                      | 1980年8月19日                                                | 豊田有恒               | 光瀬龍 大宮信光 他                                                   | [ 129 ] |
| 6月8日  | 人生読本「滑稽を読み解く」                               | 1968年12月5日 - 7日                                          | 田河水泡               |                                                                      | 田河が研究していた「滑稽」について自ら語った放送回と、代表作の『のらくろ』を原作とした戦前に放送されたラジオドラマをSPレコードに記録した音源を紹介。 |
| 6月8日  | 子供の時間 『のらくろ演芸会「のらくろ豪勇部隊長」』      | 1933年12月23日                                               |                        |                                                                      | 田河が研究していた「滑稽」について自ら語った放送回と、代表作の『のらくろ』を原作とした戦前に放送されたラジオドラマをSPレコードに記録した音源を紹介。 |
| 6月15日 | ラジオ談話室 「日本一！ノムさんの考える野球」            | 1995年11月13日 - 18日                                        |                        | 野村克也                                                             | ヤクルトスワローズ監督時代の野村に、1995年に日本一になった直後の宮崎秋季キャンプ宿舎でインタビューした模様を放送。 |
| 6月22日 | 連続放送劇・コロの物語                                   | 1957年4月1日                                                 |                        | 小柳徹 清川みづゑ 山田清 幸田弘子                                    | [ 133 ] |
| 6月29日 | 朝のロータリー「今年の主役」                             | 1980年12月29日                                               |                        | 向田邦子                                                             | 向田邦子の肉声音源を紹介したほか、遠東航空103便墜落事故で急逝した直後に森繁が向田を追悼した音源も紹介。 |
| 6月29日 | 日曜喫茶室 「独身貴族のホームドラマ」                    | 1977年7月10日                                                | はかま満緒 吉沢和美    | 向田邦子 布施明                                                      | 向田邦子の肉声音源を紹介したほか、遠東航空103便墜落事故で急逝した直後に森繁が向田を追悼した音源も紹介。 |
| 6月29日 | 蒸気機関車に寄せて                                       | 1979年4月30日                                                | 向田邦子               |                                                                      | 向田邦子の肉声音源を紹介したほか、遠東航空103便墜落事故で急逝した直後に森繁が向田を追悼した音源も紹介。 |
| 6月29日 | 日曜名作座                                               | 1981年                                                       |                        | 森繁久彌                                                             | 向田邦子の肉声音源を紹介したほか、遠東航空103便墜落事故で急逝した直後に森繁が向田を追悼した音源も紹介。 |
| 7月6日  | 冬のラジオクラブ                                         | 1966年12月29日                                               |                        | 渥美清 細川俊之 江守徹 赤座美代子 加藤武 他                          | 渥美が10代の頃に読んで感動した島田清次郎の小説『地上』について語ったインタビューと、同作品のラジオドラマで構成した回を放送 |
| 7月13日 | 早起き鳥「わが故郷わが青春」                             | 1986年5月18日                                                |                        | 中村八大                                                             | [ 136 ] |
| 7月20日 | 新諸国物語『紅孔雀』                                     | 1954年1月4日                                                 |                        |                                                                      | 新諸国物語の現存する音源の中から、『紅孔雀』第1話と最終回での作者の北村と音楽の福田の挨拶を紹介。 |
| 7月20日 | 新諸国物語・完結大会                                     | 1956年12月31日                                               |                        | 北村寿夫 福田蘭童                                                    | 新諸国物語の現存する音源の中から、『紅孔雀』第1話と最終回での作者の北村と音楽の福田の挨拶を紹介。 |
| 7月27日 | 連続ラジオ小説『恐怖新聞』 第3夜「名投手怪死」「ピアノ」 | 1980年8月6日                                                 |                        | 神谷明 岡本茉利 中尾隆聖 里見京子 加藤治 斎藤隆 関根信昭 千葉耕市 他 | [ 138 ] |
| 8月3日  | 文化講演会「私の見た妖怪」                               | 1984年2月5日                                                 | 水木しげる             |                                                                      | この月は戦後80年特集として放送。 水木の講演の中から出征先のラバウルでの体験などを語った部分を紹介。 |
| 8月10日 | 若い女性 「二元座談会・2つの10年」                       | 1955年8月15日                                                |                        |                                                                      | 戦時中山形県に学童疎開した東京都の小学生と、当時交流した山形県の小学生が、戦後10年経って青年になった時点で中継を繋いで語り合った企画を紹介。 |
| 8月17日 | 日曜娯楽版 「六年たてば六つになる」                      | 1951年9月1日                                                 | 三木鶏郎               | 小野田勇 千葉信男 河井坊茶 丹下キヨ子 太宰久雄 須永宏 名古屋章 他    | サンフランシスコ講和会議開催3日前に放送された、終戦から講和会議までの占領時代の6年を取り上げ、コントで風刺した回を紹介。 |